# 美国国家侦察局
美国国家侦察局（National Reconnaissance Office，NRO），位于美国維吉尼亞州，是美国的16个情报机构之一，隸屬於国防部；负责为美国政府设计、组装并发射侦察卫星。  并协调、收集和分析从中央情报局以及军事机构的航天飞机、卫星收集到的情报。 该机构得到国家侦察计划（外国情报收集计划的一部分）的拨款。
國家偵查局（National Reconnaissance Office，NRO）和相关太空、情报机构密切合作，包括美国国家安全局（NSA）、美国国家地理空间情报局（NGA）、中央情报局（CIA）、美国国防高级研究计划局（DARPA）、美国战略司令部、海军研究实验室等高级机构。负责运作在世界各地的地面站，用于收集并发布来自侦察卫星的情报。

## 历史
國家偵查局成立于1961年9月6日，旨在提高国家卫星侦察系统。1958年2月苏联发射人造地球卫星1号后，在艾森豪威尔支持下成立，当飞行员弗朗西斯·加里·鲍尔斯驾驶的U-2侦察机在1960年5月1日被击落后，该机构显得更加重要。
國家偵查局的第一项照片侦察卫星计划被成为“日冕”计划，根据1995年2月的解密资料，“日冕”计划存在于1960年8月到1972年5月，尽管首次试飞是在1959年2月。“日冕计划”的卫星所释放的摄影太空舱（有时用多个）由军方的飞船来校正。最成功的一次，对发现者13号的校正于1960年8月12日进行。第一张来自太空的图片在六天之后问世，分辨度达8米，后来被改善至2米。一张照片平均能显示大约16到190千米的范围。日冕的最后一次任务（第145次）在1972年5月25日进行。此项任务的最后一张照片拍摄于1972年5月31日。
从1962年5月到1964年8月，國家偵查局主持了Argon计划中的12次地图绘制任务，但只有7次成功。 1963年，國家偵查局开始用更高的分辨率进行Lanyard计划中的地图绘制部分。
國家偵查局1972年之后的任务仍然是机密，之前计划的剩余部分也不再为公众所知晓。国防部副部长在中央情报局局长的建议下于1992年9月18日证实了國家偵查局的存在。
1995年，一篇《华盛顿邮报》文章指出，在中情局、五角大楼和国会不知情的情况下，國家偵查局秘密保留了10亿至17亿美元的未尽专款。中情局接到投诉，国國家偵查局在一年前从秘密预算中拿出私留3亿美元在维吉尼亚州的尚蒂伊建造一个新的总部，因此介入國家偵查局的预算调查。美国科学家联合会获得的一份建筑许可中的蓝图则泄露了國家偵查局秘密新总部的情况。在九一一后该蓝图便被列为机密。國家偵查局挪用资金被证实。发起这项调查的前中情局首席律师傑佛瑞·史密斯（Jeffrey Smith）表示：“我们的调查显示，國家偵查局数量惊人的‘私房钱’已经积蓄多年了。”
1999年，國家偵查局和波音公司开始着手名为“Future Imagery Architecture”的项目，即开发新一代的成像卫星。纽约时报在2007年11月11日发表的一篇调查报告指出：根据國家偵查局的记录，自2002年开始该项目进度就远远落后于计划，并可能超出预算20至30亿美元。美国政府开始施压，提出应努力完成该项目。但两年之后，因新增的评审小组和数十亿美元的额外开销，该计划被迫中止。纽约时报报道：“也许50年来最引人瞩目和最昂贵的失败就是美国的间谍卫星项目”

2008年1月，美国政府宣布，國家偵查局局的一颗侦察卫星将在数月后无法挽回地坠入大气层。 卫星观测爱好者们称这颗卫星可能是洛克希德马丁制造的USA-193，在2006年12月进入轨道后不久就失效了。
2008年2月14日，五角大楼称与其任卫星坠入大气层，不如用海军巡洋舰的导弹将其击落。
此次击落行动最终在2008年2月21日进行。

## 组织
國家偵查局是国防部的一部分，局长由国防部长在美国国家情报总监的同意下任命，不需要国会的许可。按照惯例，该职位由空军副部长或部长助理来担任， 但Donald Kerr在2005年7月被任命为國家偵查局局长是个例外。國家偵查局的员工来自中情局、国安局、军队和民间国防承包商。
國家偵查局局由下列机构组成：信号情报处、通讯处、图像情报处和技术处。

## “战略游戏部门”
2002年，一本安全会议的宣传手册中提到，國家偵查局有个“战略游戏部门”，由John Fulton负责训练中情局的工作人员。

## 太空載具
國家偵查局的太空載具列表

### 光學照相偵察衛星
圖像早期以光學照相膠捲容器穿過大氣層回地面收回，後期改電子鏡頭（CCD）拍攝，電波傳輸到地面控制站（GEOINT imaging）
- - KH-5（英语：KH-5）—Argon（1961年－1962年）
  - KH-6（英语：KH-6）—Lanyard（1963年）
  - KH-4（英语：KH-4）—Gambit（1963年－1967年）
  - KH-8（英语：KH-8）—Gambit（1966年－1984年）
  - KH-9（英语：KH-9）—Hexagon 和 Big Bird（1971年－1986年）
  - KH-10（英语：KH-10）—Dorian（已停止）
  - KH-11（英语：KH-11）—Crystal 和 Kennan（1976年－1988年）
  - KH-12（英语：KH-12）—Ikon 和 Improved Crystal（1990年－？）
  - KH-13（英语：KH-13）—（1999年－？）
- Samos（英语：Samos）— 成像衛星（1960年－1962年）
- Poppy (satellite)（英语：Poppy）— （1960年－1961年）
- Jumpseat（英语：Jumpseat）（1971-1983）
- Trumpet（英语：Trumpet）（1994-1997）

### 雷達成像偵查衛星
- Lacrosse/Onyx（英语：Lacrosse (satellite)）— 高解析度多模綜合成像衛星（1988年－）
- TOPAZ（英语：TOPAZ） (1–5) and TOPAZ Block 2[12]

### 訊號情報（SIGINT）衛星
- Samos-F（英语：Samos-F） – SIGINT (1962–1971)
- Poppy（英语：Poppy (satellite)）– ELINT（英语：ELINT） (1962–1971)和 (1960–1961)
- Jumpseat (satellite)（英语：Jumpseat） (1971–1983)和Trumpet (satellite)（英语：Trumpet） (1994–2008)
- Canyon（英语：Canyon）（1968-1977）， Vortex (satellite)（英语：Vortex/Chalet）（1978–1989）和 Mercury (satellite)（英语：Mercury）（1994-1998）
- Rhyolite/Aquacade（英语：Rhyolite/Aquacade） (1970–1978), Magnum (satellite)（英语：Magnum/Orion）(1985–1990), and Mentor (satellite)（英语：Mentor）(1995–2010)
- Orion (satellite)（英语：ORION） (High Altitude，高軌道)[12]
- NEMESIS (High Altitude，高軌道)[12]
- RAVEN (High Altitude)[12]
- Naval Ocean Surveillance System（英语：INTRUDER） （Low Altitude，低軌道）[12]
- SIGINT High Altitude Replenishment Program (高解析)

## 參看
- 间谍卫星
- 骗局（丹布朗小说）

## 外部連結
- 国家侦察局官方網站 （页面存档备份，存于）
- 國家安全記錄：国家侦察局解密 （页面存档备份，存于）（National Security Archive: The NRO Declassified）
- 国家侦察局解密備忘錄 （页面存档备份，存于）（Memo of Declassification of NRO）
- Additional 國家偵查局資訊 （页面存档备份，存于），來自美國科學家聯盟
- 美國的祕密間諜衛星花了你數十億元，但卻連發射都不成功，刊登於 U.S News 和 World Report，2003年8月11日，Douglas Pasternak 撰寫
- Agency planned exercise on Sept. 11 built around a plane crashing into a building （页面存档备份，存于），來自 Boston.com （页面存档备份，存于）

38°52′55″N 77°27′01″W / 38.88194°N 77.45028°W